# Polygala leptosperma
Polygala leptosperma är en jungfrulinsväxtart som beskrevs av Chod.. Polygala leptosperma ingår i släktet jungfrulinssläktet, och familjen jungfrulinsväxter. Inga underarter finns listade i Catalogue of Life.